# Kalaiya
Kalaiya (in lingua nepali: कलैया) è una municipalità del Nepal, capoluogo del distretto di Bara, nella provincia di Madhesh.